# Yurîka
Yurîka (ユリイカ, Yuriika) (bra: Eureka) é um filme dramático japonês de 2000 dirigido e escrito por Shinji Aoyama. O filme ganhou o prêmio FIPRESCI e o Prêmio do Júri Ecumênico no Festival de Cannes de 2000.

## Enredo
Eureka é um drama ambientado na parte rural de Kyushu, no Japão, e é quase todo filmado em sépia. Conta a história dos efeitos duradouros de uma experiência violenta em três pessoas, Naoki e Kozue Tamura, que são irmãos, e um motorista de ônibus, Makoto Sawai. Os três são os únicos sobreviventes de um sequestro de ônibus. Os eventos violentos em si não são exibidos detalhadamente. O quão cada um dos três foram afetados vagarosamente começa a se mostrar. Naoki e Kozue não voltam mais à escola, não falam e se distanciam de seus pais. Um pouco depois do sequestro, sua mãe os abandona. Mais tarde seus pais morrem em um acidente de carro. Não é claro se a morte foi um suicídio. Ambas as crianças continuam morando sozinha em casa. Enquanto isso, Makoto está achando impossível levar uma vida normal e põe o pé na estrado, deixando para trás sua esposa, com seu pai, seu irmão mais velho e esposa mais a filha. Após algum tempo, Makoto retorna e descobre que sua esposa o deixou. Ele não consegue voltar à dirigir ônibus e opta por trabalhar como tarefeiro com um velho amigo de escola.
A relação de Makoto e seu irmão começa a se deteriorar, Makoto então se muda para viver com Naoki e Kozue. Ele começa a cuidar da casa e sempre certifica se eles estão se alimentando corretamente. Kozue agora começa a se comunicar um pouco mas Naoki continua mudo. O detetive que lidou com o sequestro do ônibus começa à perseguir Makoto por causa da morte de uma mulher da vizinhança, aparentemente sem evidências. Enquanto Makoto está fora à trabalho, Akihiko, o primo mais velhos dos irmãos, aparece e diz que tem intenção de tomar conta das crianças. Ele e Makoto não se entendem muito bem, mas acabam chegando em um acordo.
Mais um homicídio acontece e desta vez é uma amiga de Makoto. Ele é preso e questionado pelo detetive mas é finalmente solto. Ele conversa com seu amigo e colega de trabalho sobre seu desejo em voltar à dirigir e que planeja afastar todos, Naoki, Kozue, Akihiko e ele mesmo de seus respectivos problemas. Ele compra um velho ônibus no qual eles convertem para moradia e partem para um longo passeio ao longo da ilha. Kozue fica mais relaxado ao longo da viagem mas Naoki aparenta ficar mais pertubado. Eventualmente, descobre-se que Naoki é o assassino. Makoto o confronta e o convence à se entregar. Os três restantes continuam a jornada até que Makoto finalmente perde a paciência com o comportamento raso e cínico Akihiko e o joga pra fora do ônibus. Makoto e Kozue continuam sua jornada até que, finalmente, quando eles chegam ao pico da maior montanha em Kyushu, ambos percebem que podem levar uma vida normal novamente. Enquanto eles chegam à tal conclusão, o filme se torna colorido.

## Elenco
- Kōji Yakusho como Makoto Sawai
- Aoi Miyazaki como Kozue Tamura
- Masaru Miyazaki como Naoki Tamura
- Yoichiro Saito como Akihiko
- Sayuri Kokushō como Yumiko
- Ken Mitsuishi como Shigeo
- Gō Rijū como Busjack Man
- Yutaka Matsushige como Matsuoka
- Sansei Shiomi como Yoshiyuki Sawai
- Kimie Shingyoji como Mother
- Eihi Shiina como Keiko Kono
- Machiko Ono como Mikiko Sawai
- Denden como Yoshida

## Produção
Eureka foi filmado em preto e branco, com o efeito sépia sendo adicionado depois.

## Recepção
Eureka foi muito bem recebido pela crítica especializada. O agregador de críticas Rotten Tomatoes reporta que o filme tem um percentual de 90% de aprovação, sendo 38 das 42 críticas positivas. Já no Metacritic, o filme está com uma média de 78 de 100, baseado em 22 críticas. Jamie Russell da BBC deu ao filme 4 estrelas de 5. Lisa Schwarzbaum do Entertainment Weekly deu ao filme uma nota B+.
Scott Tobias da The A.V. Club descreveu o filme como "uma pensativa, estranhamente controlada, e profundamente comovente meditação sobre o que é ser humano". Enquanto, Michael Wilmington do Chicago Tribune disse: "As belas imagens do oceano, colinas e do campo tem uma grandeza que remete aos road movies de Wim Wenders ou os faroestes de John Ford situados no Monument Valley".
Foi listado por Cynthia Fuchs do PopMatters como um dos melhores filmes de 2001.

## Prêmios
Eureka ganhou o prêmio FIPRESCI e o Prêmio do Júri Ecumênico no Festival de Cannes de 2000..